# (418) Alemannia
(418) Alemannia est un astéroïde de la ceinture principale découvert par Max Wolf le 7 septembre 1896. Il fut nommé après la fraternité étudiante de l’Université de Heidelberg.